# Anaphes nemorosus
Anaphes nemorosus is een vliesvleugelig insect uit de familie Mymaridae. De wetenschappelijke naam is voor het eerst geldig gepubliceerd in 1954 door Soyka.